# آتکینز (ویرجینیا)
آتکینز (به انگلیسی: Atkins) یک منطقهٔ مسکونی در ایالات متحده آمریکا است که در شهرستان اسمیث، ویرجینیا واقع شده‌است. آتکینز ۱۴٫۰ کیلومتر مربع مساحت و ۱٬۱۳۸ نفر جمعیت دارد و ۷۰۰ متر بالاتر از سطح دریا واقع شده‌است.